# Ballabio
Ballabio es una localidad de Italia ubicada en la región de Lombardia, provincia de Lecco. Su población es de 3.326 habitantes y su superficie es de 14 km².

## Demografía
| Gráfica de evolución demográfica de Ballabio entre 1861 y 2001 |
|                                                                |
| fuente ISTAT - Elaboración gráfica hecha por Wikipedia         |

## Enlaces
- Corno di Nibbio